# Fritillaria gentneri
Fritillaria gentneri är en liljeväxtart som beskrevs av Helen Margaret Gilkey. Fritillaria gentneri ingår i Klockliljesläktet och i familjen liljeväxter. Inga underarter finns listade.